# Jeholornis
Jeholornis (Syn.: Shenzhouraptor) ist eine urtümliche Vogelgattung, deren Fossilien in der kreidezeitlichen Jehol-Gruppe, einer als Fossillagerstätte bekannten Gesteinsabfolge in der nordostchinesischen Provinz Liaoning, entdeckt wurden. Die Nomenklatur des Taxons ist umstritten, da zwei wissenschaftliche Beschreibungen nahezu zeitgleich veröffentlicht wurden, die dasselbe Taxon unterschiedlich benennen.

## Merkmale
Neben Archaeopteryx und Rahonavis gehörte Jeholornis zu den wenigen ursprungsnahen Mitgliedern der Gruppe der Vögel, die einen langen knöchernen Schwanz ohne Anzeichen eines Pygostyls besaßen. Mit bis zu 27 Schwanzwirbeln war der Schwanz sogar länger als der aller bekannten Exemplare des Urvogels Archaeopteryx, dessen Schwanz aus maximal 23 Wirbeln bestand. Zhou und Zhang (2003) nehmen an, dass der Vorfahr aller Vögel ebenfalls mindestens 27 Schwanzglieder besaß. Jeholornis’ Schwanzwirbelsäule gleicht in einer weiteren Eigenschaft derjenigen dromaeosaurider Deinonychosaurier, einer vogelähnlichen Gruppe der theropoden Dinosaurier: Die Wirbelkörper waren eingefasst durch verlängerte seitliche und bauchseitige Wirbelfortsätze, die für eine Versteifung des Schwanzes sorgten.
Andererseits zeigt Jeholornis gegenüber dem erdgeschichtlich älteren Archaeopteryx eine insgesamt modernere Anatomie. Im Unterschied zur sehr ausgeprägten Bezahnung des Urvogels besaß Jeholornis nur drei sehr kleine Zähne im Unterkiefer. Vermutlich in Anpassung an das Fressen von Samen sind sowohl Ober- als auch Unterkiefer kürzer und robuster ausgebildet. In der Ausprägung der Beckenwirbelsäule (des Sakrums) nimmt Jeholornis eine Zwischenstellung zwischen Archaeopteryx und den höheren Vögeln ein: Gegenüber den fünf unverschmolzenen Beckenwirbeln (Sakralia), die das Sakrum von Archaeopteryx bilden, und den sieben oder mehr miteinander verschmolzenen Beckenwirbeln bei höher entwickelten Vögeln wie Confuciusornis besaß Jeholornis sechs Beckenwirbel, die miteinander verschmolzen waren.

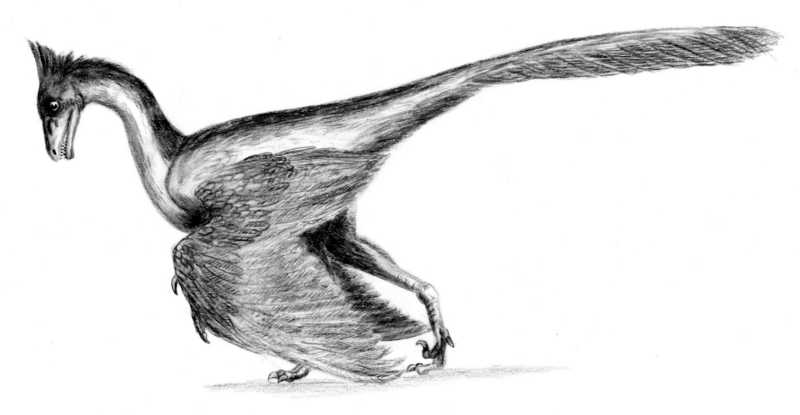
Jeholornis, frühere Lebendrekonstruktion

Im Unterschied zu Archaeopteryx, dem vermutlich ein knöchernes Brustbein fehlte, wirkt das Brustbein von Jeholornis fortgeschritten: Es war länglich und mit perforierten seitlichen Trabecula-Fortsätzen ausgestattet. Jeholornis war besser als der Urvogel an den Schlagflug angepasst: Die Schultergelenkgrube war stärker rückenwärts ausgerichtet, die Rabenbeine strebenartig verlängert und die Mittelhandknochen I und II körpernah zu einem Carpometacarpus verschmolzen. Für eine bessere Flugfähigkeit spricht auch das Verhältnis zwischen den Längen der Vorder- und Hintergliedmaßen, das bei Jeholornis stärker zugunsten der Vordergliedmaßen verschoben war. Jeholornis’ Hand hingegen war kleiner und robuster als die des Archaeopteryx.
In zwei Jeholornis-Exemplaren sind auch Abdrücke der Schwanzfedern überliefert – ähnlich wie bei den gefiederten Theropoden Caudipteryx und Microraptor endet der Schwanz in einem Fächer von Federn. Abdrücke der Flügel sind ebenfalls erhalten; sie belegen, dass Jeholornis die für Aktivflieger notwendigen asymmetrischen Schwungfedern besaß.
Wie bei Archaeopteryx und einer Anzahl theropoder Dinosaurier zeigen viele Wirbel von Jeholornis pneumatische Foramina, die belegen, dass bereits die Vorfahren der Vögel ein komplexes Atemsystem besaßen – offenbar lagen mit der Lunge verbundene Luftsäcke vor, deren Ausstülpungen (Divertikel) unter anderem die Wirbel und andere Knochen füllten (pneumatisierten). Hinzu kommt bei Jeholornis das stammesgeschichtlich früheste Indiz für einen Schlüsselbeinluftsack – die Öffnungen in den Brustbeinfortsätzen legen dessen Vorhandensein nahe.

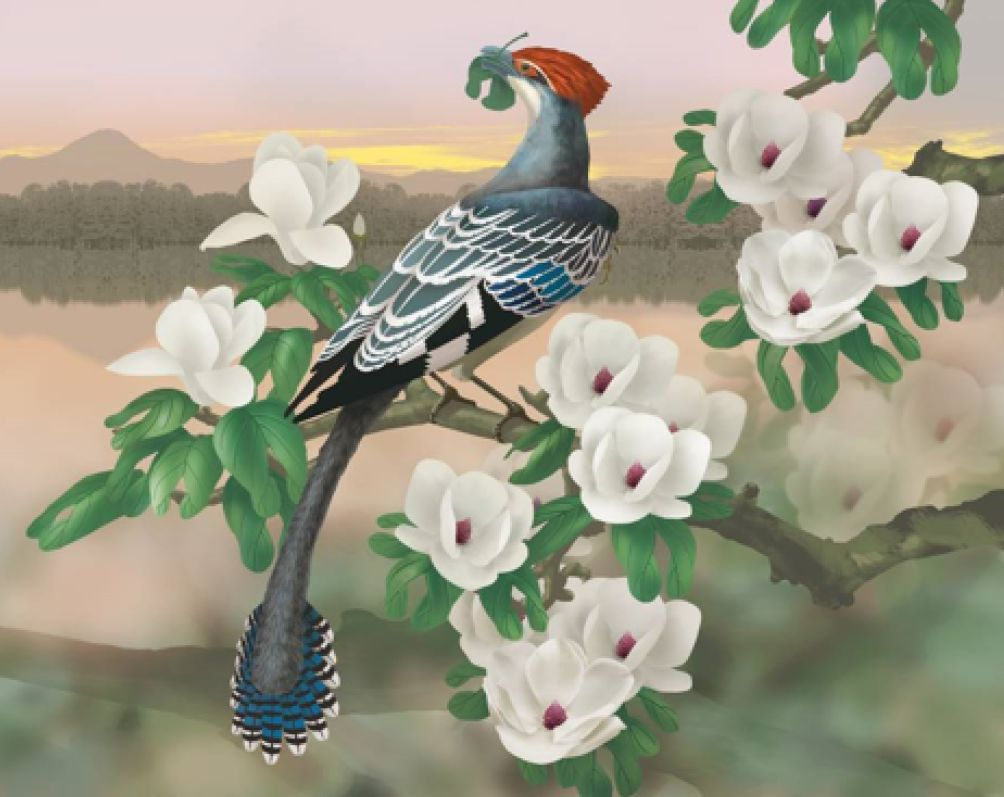
Jeholornis, moderne künstlerische Rekonstruktion mit vorgeschlagener Nahrungsökologie (Magnolienblätter).

Jeholornis ist einer der wenigen mesozoischen Vögel, für dessen Ernährungsweise ein direkter Beweis vorliegt: Im Bauchraum eines Fossils sind zahlreiche Abdrücke runder bis ovaler Pflanzensamen, sowie von Magnolienblättern zu erkennen. Der fossil überlieferte Mageninhalt weist Jeholornis in Übereinstimmung mit der Schnabelmorphologie als körner- und blätterfressenden Vogel aus.